# Alpina schwingenschussi
Alpina schwingenschussi är en fjärilsart som beskrevs av Eugen Wehrli 1919. Alpina schwingenschussi ingår i släktet Alpina och familjen mätare. Inga underarter finns listade i Catalogue of Life.